# سانغا

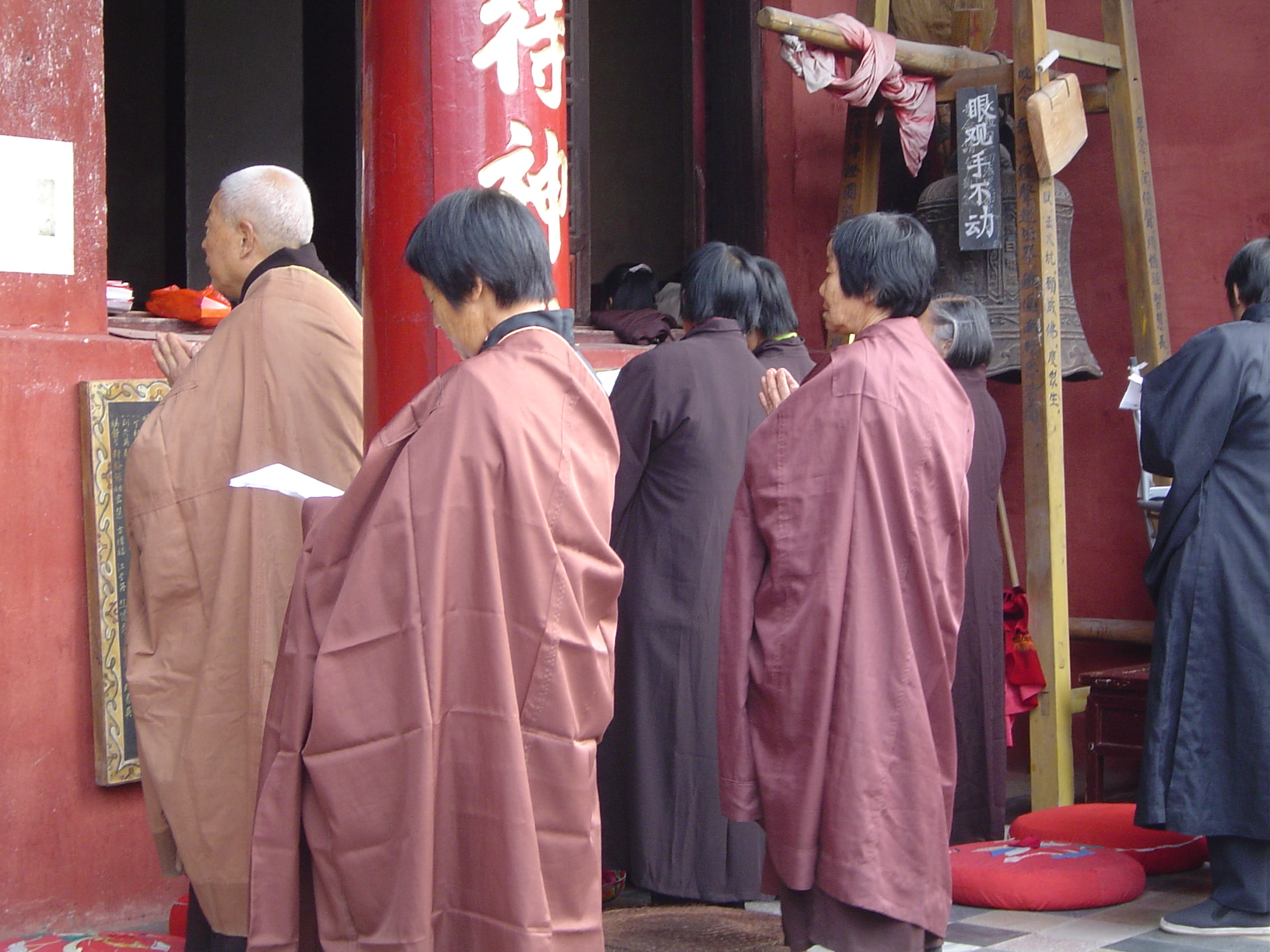
رهبان بوذيين

سانغا (Sangha) باللغة الباليّة هي جماعة المتدينين والنسّاك البوذيين.
يتكونون من نساء ورجال الدين المتخصصين (أي الرهبان).